# Edgar Röhricht
Friedrich Edgar Röhricht (* 16. Juni 1892 in Liebau; † 11. Februar 1967 in Linz am Rhein) war ein deutscher General der Infanterie im Zweiten Weltkrieg.

## Leben
Röhricht war der Sohn eines Postmeisters. Er trat am 1. Oktober 1912 als Einjährig-Freiwilliger in das Grenadier-Regiment „König Wilhelm I.“ (2. Westpreußisches) Nr. 7 ein. Mit Ausbruch des Ersten Weltkriegs kam er mit dem 4. Schlesischen Infanterie-Regiment Nr. 157 ins Feld und war im weiteren Kriegsverlauf als Kompanieführer und Regimentsadjutant im Einsatz. Nach Kriegsende folgte seine Verwendung als Oberleutnant (seit 20. Juni 1918) beim Grenzschutz in Schlesien, bevor er dann 1920 in die Reichswehr übernommen wurde. Hier war er u. a. in der 10. Kompanie des 3. (Preußisches) Infanterie-Regiments tätig. Nach seiner Generalstabsausbildung wurde er als Hauptmann in das Pressereferat der Wehrmachtsabteilung des Reichswehrministeriums unter Kurt von Schleicher versetzt. Röhricht blieb die nächsten Jahre im Pressereferat der Wehrmachtsabteilung des Reichswehrministeriums.
Gegenüber dem nationalsozialistischen Regime nahm Röhricht eine reservierte Haltung ein. Als einer von wenigen deutschen Militärs erkannte er klar bei der Ermordung von Ernst Röhm und anderer Missliebiger die Substanz von Adolf Hitlers Herrschaft. Die Gegnerschaft zum Nazi-Regime verstärkte sich 1935 weiter. Zu diesem Zeitpunkt wurde ihm seine Überwachung durch die Gestapo wegen vorgeblich verdächtiger Beziehungen zu Emigrantenkreisen bekannt. Röhricht beantragte die Versetzung zur Truppe. Er wurde 1935 zur 19. Division nach Hannover versetzt. Im Jahr 1936 wurde er als Oberstleutnant Erster Generalstabsoffizier beim Wehrkreiskommando IV in Dresden. Dort wurde er Mitarbeiter von Generalmajor Friedrich Olbricht. In Dresden erlernte er auch Carl Friedrich Goerdeler kennen. Edgar Röhricht kam so mit zwei späteren Führungspersonen beim späteren Attentat vom 20. Juli 1944 in Kontakt. Da Goerdeler die politische Einstellung von Röhricht kannte, trug er diesem seine Forderung nach einem unverzüglichen Eingreifen der Wehrmacht gegen die Nazis vor. Röhricht lehnte den Einsatz der Wehrmacht gegen die Nazi-Regierung ab, da er annahm die Truppe würde diesem Befehl nicht folge leisten. Das Offizierskorps betrachtete er als ein loses Konglomerat ohne engen Zusammenhalt. Wobei die Leutnants durchweg aus der Hitlerjugend stammten. Den wenigen aktiven Offizieren stünden zudem Reaktivierte, Reserve-Offiziere aus dem Weltkrieg, Polizei- und Ergänzungsoffiziere gegenüber. Bei dieser Einschätzung der Chancen eines Staatsstreichs gegen Hitler blieb Edgar Röhricht bis zum Kriegsende. Auch die Planungen für einen Staatsstreich, die er während der Tschechenkrise und der Fritsch-Krise sah bestärkten ihn in seiner Einschätzung.
Im Sommer 1939 erfolgte seine Beförderung zum Oberst. Gleichzeitig wurde er Kommandeur des Infanterie-Regiments 34 in Heilbronn. Danach wurde er von Oktober 1939 bis zum Oktober als 1940 Chef der Ausbildungsabteilung ins Oberkommando des Heeres (OKH) versetzt. Anschließend war Röhricht von Oktober 1940 bis Juni 1942 Generalstabschef beim Oberkommando der 1. Armee im besetzten Frankreich und wurde zwischenzeitlich am 1. Januar 1942 zum Generalmajor befördert. Während dieser Zeit traf er wieder mit Carl Friedrich Goerdeler zusammen um über die deutsche Lage zu sprechen.
Er kommandierte dann ab Herbst 1942 bis Dezember 1943 die 95. Infanterie-Division bei Rschew an der Ostfront. An der Front kam er bald zur Erkenntnis, dass der Krieg für das Deutsche Reich nicht mehr zu gewinnen sei. Diese Erkenntnis teilte er auch bei Offiziersrunden kund. Edgar Röhricht sah sich in einem schweren Konflikt, da er einem Staatsstreich gegen Hitler nur geringe oder überhaupt keine Erfolgschancen einräumte. Bei einem Staatsstreich fürchtete er hingegen Chaos. Gleichzeitig sah er bei Nichthandeln weiteren materielle und moralische Zerstörungen seines Vaterlandes. Sein traditionelles Pflichtgefühl gegenüber Vaterland und seiner Führung trieb ihn zum weiterkämpfen. Sein Gewissen ließ ihn gleichzeitig an aktiven Widerstand gegen die Nazis denken. Seine 1965 als Buch erschienenen Erinnerungen trugen dann den Titel Pflicht und Gewissen. Röhricht konnte sich nie zur Beteiligung an Staatsstreich-Vorbereitungen entschließen. Noch im Februar 1942 versuchte General Olbricht seinen Freund zum Mitmachen bei den Staatsstreich-Vorbereitungen zu bewegen. Im 30. Januar 1944 versuchte Oberst Henning von Tresckow Röhricht erneut für den aktiven Widerstand zu gewinnen. Das sich beim Treffen entwickelnde Streitgespräch ist in Röhrichts Buch Pflicht und Gewissen dokumentiert. Nach dem Scheitern des Anschlags auf Hitler am 20. Juli 1944 beging Röhrichts Pflegesohn Ulrich von Oertzen, als einer der aktiven Mitverschwörer, Selbstmord. Röhricht dachte kurz seinerseits an Selbstmord und wie er schrieb den Karren laufen zu lassen. Edgar Röhricht kämpfte jedoch weiter an der Front im Fatalismus weiter.
Ab Dezember 1943 bis Januar 1944 war er mit der stellvertretenden Führung des XX. Armeekorps beauftragt. Ab März 1944 wurde er mit der stellvertretenden Führung des LIX. Armeekorps betraut. Am 15. Mai 1944 wurde ihm für seine Leistungen als Divisionskommandeur der 95. Infanterie-Division das Ritterkreuz des Eisernen Kreuzes verliehen. Am 1. September 1944 wurde er zum General der Infanterie befördert und auch zum Kommandierenden General vom LIX. Armeekorps ernannt. Ende Januar 1945 wurde er seines Kommandos enthoben und in die Führerreserve versetzt. Gemeinsam mit Gerhart Hauptmann erlebte Röhricht Mitte Februar 1945 die Luftangriffe auf Dresden. Röhricht geriet am 1. April 1945 am Rande des Thüringer Waldes in britische Kriegsgefangenschaft. Er war danach in England in Gefangenschaft. Nach seiner Entlassung im September 1947 war er zeitweise Mitarbeiter der Historical Division und nahm seine Tätigkeit als Verfasser militärpolitischer Themen wieder auf.

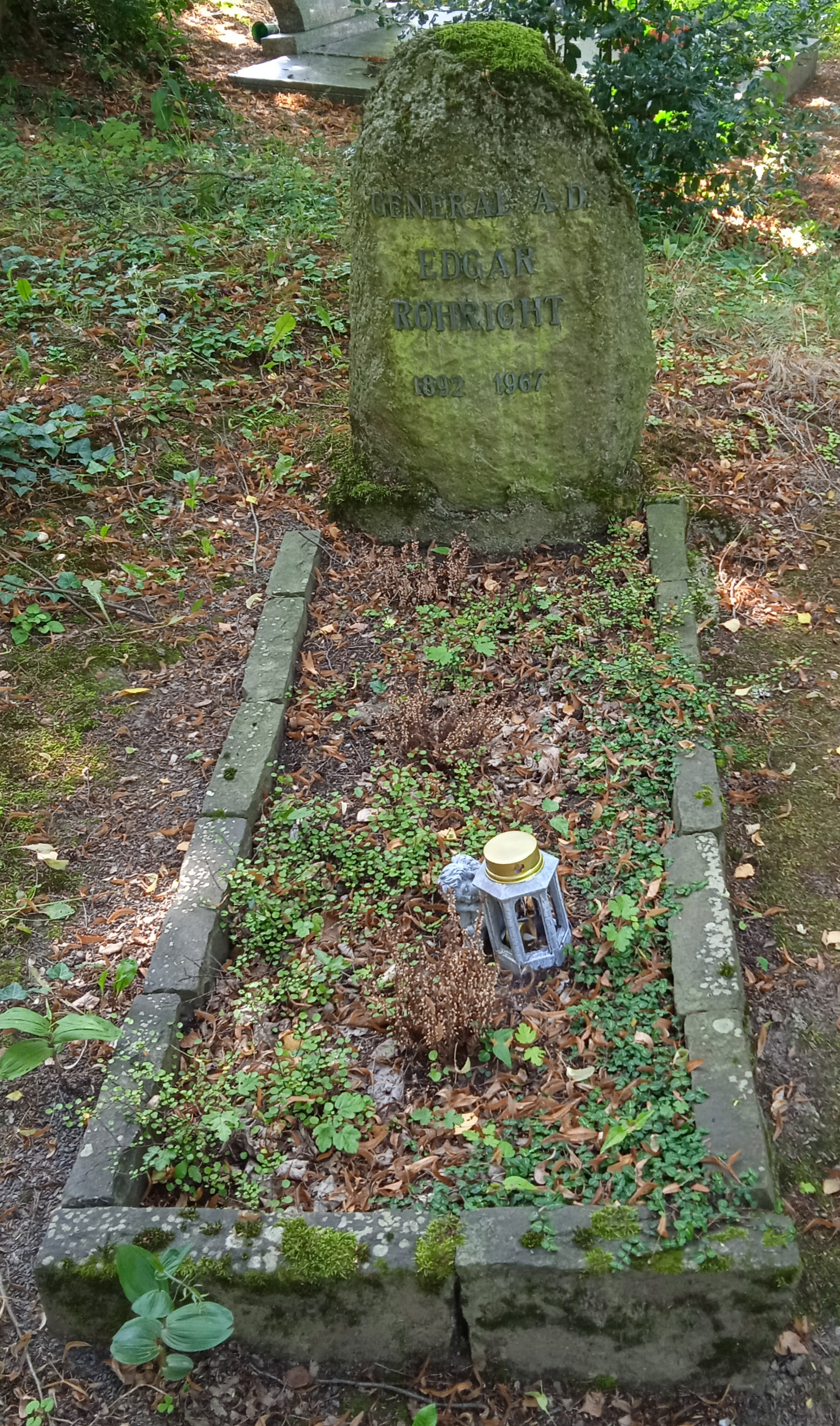
Grab von Edgar Röhricht auf dem Waldfriedhof in Linz am Rhein

## Auszeichnungen
- Eisernes Kreuz (1914) II. und I. Klasse[1]
- Verwundetenabzeichen (1918) in Silber[1]
- Österreichisches Militärverdienstkreuz III. Klasse mit der Kriegsdekoration[1]
- Deutsches Kreuz in Gold am 9. April 1943[2]
- Ritterkreuz des Eisernen Kreuzes am 15. Mai 1944[2]

## Schriften
- gemeinsam mit Paul Tiede und Kurt Himer: Das 4. Schlesische Infanterie-Regiment Nr 157. Stalling, 1922.
- Wehrhafte Jugend. Vormilitärische Jugendausbildung in rüstungsfreien Staaten. Leipzig 1934.
- Rätsel um Pylar (Roman). Stuttgart 1949.
- Probleme der Kesselschlacht, dargestellt an Einkreisungsoperationen im Zweiten Weltkrieg. Karlsruhe 1958.
- Pflicht und Gewissen. Erinnerungen eines deutschen Generals 1932-1944. Stuttgart 1965.